# Валинда (Калифорнија)
Валинда (енгл. Valinda) насељено је место без административног статуса у америчкој савезној држави Калифорнија.

## Демографија
По попису из 2010. године број становника је 22.822, што је 1.046 (4,8%) становника више него 2000. године.
| Група             | 2000.          | 2010.          |
| Белци             | 2.522 (11,6%)  | 1.597 (7,0%)   |
| Афроамериканци    | 536 (2,5%)     | 439 (1,9%)     |
| Азијати           | 2.052 (9,4%)   | 2.718 (11,9%)  |
| Хиспаноамериканци | 16.271 (74,7%) | 17.977 (78,8%) |
| Укупно            | 21.776         | 22.822         |